# Маргарита Гаспарян
Маргарита Меликовна Гаспарян (на руски: Маргари́та Ме́ликовна Гаспаря́н) е професионална тенисистка от Русия.

## Биография
Гаспарян е родена на 1 септември 1994 г. в град Москва.
Започва да играе тенис на 5-годишна възраст. Неин треньор е Тимур Ганиев. Има най-добрия бекхенд с една ръка сред младите руски тенисистки в WTA Тур.